# Gordana Turuk
Gordana Turuk (* 5. března 1974 Mannheim) je umělkyně tvořící skleněné obrazy, umělecké objekty, nábytek a doplňky ze skla. Gordana Turuk je původem Chorvatka. Její díla vznikají pod značkou Gordana Glass.

## Vzdělání
Uměleckým směrem se ubíralo její vzdělání. Nejprve vystudovala textilní výtvarnictví v Záhřebu (1992 – 1994) a následně módní návrhářství na soukromé škole Callegari (Pescara, 1994 – 1998) u akademického malíře Josipa Marinkoviće.

## Tvorba
Svá díla vytváří technikou lehaného skla, kde do roztaveného skla vkládá barevné pigmenty v kombinaci s čistým zlatem a platinou. Lehání skla je sklářská technika, kdy sklo za vysokých teplot samo lehne – tedy vteče do pod ním vložené, předem připravené, formy. Díky tomu lze ve skle vytvářet různé ornamenty, ale také vytvořit patinu starého skla.
Díla značky Gordana Glass obdrželi při návštěvě Slovenska i významní představitelé států. Např. britská královna Alžběta II. (při návštěvě Slovenska jí tehdejší prezident předal skleněnou šperkovnici vykládanou zlatem a platinou), Papež Benedikt XVI. (při návštěvě Slovenské republiky získal zlatý kříž), dánský král, prezidenti Miloš Zeman, Václav Klaus, Andrej Kiska či Ivo Josipovič.
Galerie Gordana Glass se nachází v centru Prahy, v Dušní ulici.
Ateliér Gordany Turuk se nachází blízko Bratislavy, ve vilové čtvrti bratislavské části LAMAČ.
Kromě tvůrčí činnosti se také aktivně věnuje charitativním aktivitám a občanskému sdružení Arte Bene.